# Cerimónia do Fogo Novo

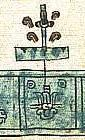
O glifo asteca para a cerimónia do Fogo Novo, com o ano 2 Cana (Ome Acatl).

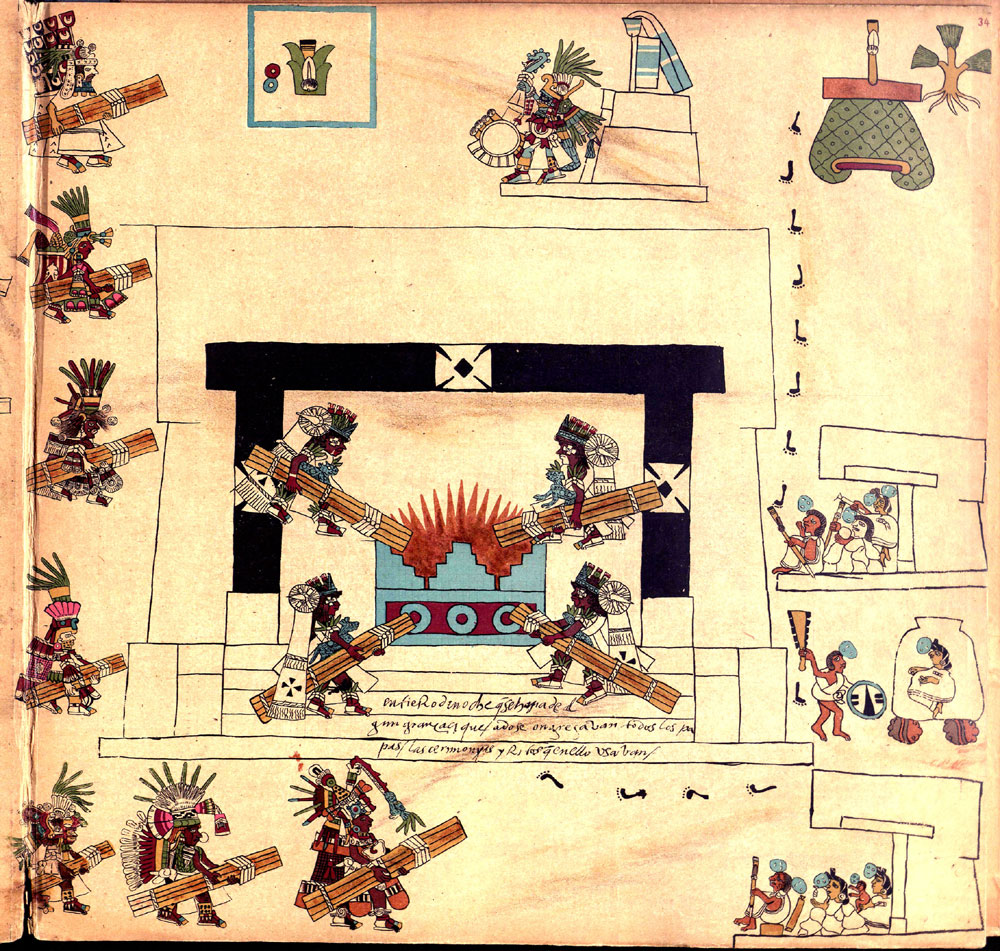
Representação de uma cerimónia do Fogo Novo (Codex Borbonicus, p.34).

A cerimónia do Fogo Novo  (em náuatle xiuhmolpilli - a União dos Anos) era uma cerimónia asteca executada uma vez em cada 52 anos - um ciclo completo do calendário asteca - de forma a impedir o fim do mundo.
A primeira cerimónia asteca do Fogo Novo descrita em fontes etno-históricas data de 1090, segundo o mapa de Sigüenza, mas existem evidências de cerimónias do Fogo Novo terem sido celebradas em civilizações anteriores aos astecas, por exemplo em Xochicalco, no século VI. Segundo Bernardino de Sahagún, a última cerimónia do Fogo Novo foi efectuada em 1507; a tradição terminou com a conquista do México pelos espanhóis em 1519-1521.
O facto de as cerimónias do Fogo Novo serem celebradas antes da ascensão asteca, sugere que os astecas herdaram a cerimónia de anteriores civilizações do México Central, não se tratando assim de uma invenção original dos astecas. Os Anales de Tlatelolco  mencionam que os astecas, após obterem a independência do estado tepaneca, celebraram uma cerimónia do Fogo Novo que marcou o início da contagem calendárica dos astecas. Tal sugere que a cerimónia era também usada como um ritual de fundação dinástica.

## Descrição da celebração em fontes etno-históricas
A celebração da cerimónia do Fogo Novo é descrita por Sahagún. Os preparativos começaram durante os últimos cinco dias (chamados nemontemi) do último ano do ciclo. Estes preparativos incluíram abstinência de trabalho, jejum, limpeza ritual, sangria ritual, destruição de velhos objectos domésticos e respeitar silêncio. Acreditava-se que durante estes dias o mundo corria grave perigo por causa da instabilidade inerente à mudança de ciclo. Receava-se que as deidades estelares femininas, as Tzitzimime, descenderiam e devorariam a Terra.
Ao pôr-do-sol do último dia do ano, uma procissão de sacerdotes do culto do fogo de Huehueteotl caminhava desde o centro cerimonial de Tenochtitlan, passando pelo caminho oriental em direcção a uma montanha chamada Huixachtecatl (também Huixachtepetl, actualmente Cerro de la Estrella) na margem oriental do lago Texcoco, próximo de Colhuacan. O cume de Huixachtecatl era visível desde a maior parte da bacia do México, e próximo existia uma plataforma-templo. Por esta altura todos as chamas no domínio asteca eram extintas e todos olhavam em direcção ao cume da montanha. Quando a constelação que os astecas chamavam "broca de fogo" (Cinturão de Orion) surgia acima do horizonte, um homem era sacrificado no cume de Huixachtecatl e uma broca de fogo era colocada sobre o seu peito. Quando as primeiras faíscas saltavam da broca de fogo, declarava-se o início de um novo Ciclo Calendárico e acendia-se uma grande fogueira. Nesta fogueira eram acendidas tochas que eram transportadas por estafetas a todos os bairros da cidade, onde as fogueiras dos templos eram acendidas. Os primeiros fogos a serem acendidos desta forma eram os do Templo Mayor com a participação do tlatoani e mais tarde os fogos do calmecac de Huitzilopochtli e em seguida os dos templos e calmecacs menores e telpochcallis e por fim as residências privadas.

## Arqueologia
Foi sugerido que provas arqueológicas de cerimónias do Fogo Novo podem ser encontradas sob a forma de depósitos de cerâmica e utensílios domésticos descartados no início da celebração. Esta ideia foi inicialmente avançada por George Clapp Vaillant na década de 1930, mas o seu modelo foi criticado por não ter fundamento teórico e abandonado. Em 2001 Elson e Smith repensaram a proposta à luz de descobertas de vários depósitos de cerâmica que parecem estar de acordo com a ideia do provável aspecto de restos de uma cerimónia do Fogo Novo. Concluem que as cerimónias do Fogo Novo eram realizadas por toda a esfera e influência asteca, tendo uma importância distinta localmente, em cada casa e no plano político mais abrangente da religião do estado.